# Стефан Чарњецки
Стефан Чарњецки (1599–1665) је био пољски војсковођа.

## Биографија
Године 1648. Чарњецки је заробљен у бици на Жутим водама од стране украјинских устаника предвођених Хмељницкијем. Након изласка из заробљеништва, Чарњецки је учествовао у рату против Козака и Татара. Године 1651. допринео је победи код Берестечка. Приликом упада Швеђана у Пољску, бранио је Краков 1655. године. Успешним операцијама, присилио је 1657. године кнеза Трансилваније на мир. Учествовао је 1658. године у борбама у Померанији и допрео је до Шчецина. Након упада Руса у Пољску, тукао је Русе у биткама код Полонке и на Дњепру.